# Altiplà de Kokxetau
L'altiplà de Kokxetau (kazakh: Көкшетау қыраты; prèviament Altiplà de Koktxetav del rus: Кокчетав) són una sèrie de turons del Kazakhstan, de fins a 947 m (altiplà de Kokxe). Està situat a la part nord dels altiplans del Kazakhstan. Situat al nord-oest de la part principal de l'altiplà.

## Geografia
L'altiplà de Kokxetau està aïllat al nord-oest del cos principal de l'altiplà. Els vessants estan coberts de boscos de pins. En les depressions creixen boscos de fulla petita de bedolls i trèmols. En els contraforts septentrionals dels afloraments rocosos de l'estepa forestal i dels boscos de pins, al sud zones de bosc-estepa i zones estepàries. Es compon d'àrees vagament connectades (la conca només està ben expressada en la part central). Al nord-est es troba el gran massís de Burabai (Siniukha 947 m, Jeke-Batir 826 m); on és la part més alta del turó. Al Sud es troba l'altiplà de Makinski (516 m). Al sud de la conca Sandiktau (626 m) i Akitoki (596 m), situat a la divisòria d'aigües de les muntanyes Zerendi (587 m) i Jilandi (654 m). A la part occidental del turó està solcat per les valls dels rius Iman-Burluk i Akkanburlyk, els massissos Zhaksy-Zhalgyztau (729 m), Imantau (621 m), Airtau (523 m). Al nord-oest està situat els turons de Sirimbet (409 m), situats al costat de la famosa finca Aiganim, àvia de Ciocan Valikhanov. Al nord de la conca hidrogràfica es troba el massís Elikti (502 m), que domina la vall del riu Xagalali, i està aïllat pel turó Jaman (372 m). A la part nord-occidental de l'altiplà està el Parc nacional de Kokxetau.

## Clima
El clima és continental, poc humit. A la plana de la Sibèria Occidental sovint penetra les masses d'aire fred de la zona de la mar de Kara. L'hivern és fred i la temperatura mitjana de gener és de -18 °C, la mínima és de -46 °C -48 °C. L'estiu és moderadament sec i càlid, i la temperatura mitjana de juliol és de +19 +20 °C, la màxima és de fins a +42 °C. La precipitació anual mitjana és de 400-460 mm, en els vessants nord i oest de sobrevent de fins a 500 mm.